# مثلث متساوی‌الساقین
مثلث متساوی‌الساقین (به فارسی: سه‌گوشه همسان‌پا) مثلثی است که دو ضلع با طول برابر داشته باشد. در تعریف گسترده‌تر، این مثلث حداقل دو ضلع برابر دارد که به این ترتیب  مثلث متساوی‌الاضلاع نیز حالت خاصی از مثلث متساوی الساقین به شمار می رود. مثلث متساوی‌الساقین برای مثال در مثلث طلایی، وجوه دوهرم و برخی اجسام کاتالان دیده می‌شود.
تاریخچه مطالعه ریاضی مثلث متساوی‌الساقین به ریاضیات مصر باستان و ریاضیات بابلیان برمی‌گردد. استفاده از مثلث متساوی‌الساقین در طراحی ساختمان نیز قدمتی طولانی دارد و برای مثال در سنتوری ساختمان‌های یونانی و رومی مشاهده می‌شود.
دو ضلع یکسان مثلث متساوی‌الساقین، ساق و ضلع سوم قاعدهٔ مثلث خوانده می‌شوند. سایر اندازه‌های مثلث متساوی‌الساقین همچون ارتفاع، مساحت و محیط آن با کمک فرمول‌های ساده‌ای از اندازه ساق و قاعدهٔ مثلث قابل محاسبه هستند. عمود منصف قاعدهٔ هر مثلث متساوی‌الساقین، محور تقارن آن نیز هست. دو زاویهٔ روبرو به ساق‌های مثلث متساوی‌الساقین با یکدیگر برابر و همواره حاده هستند.

## خواص
۱) در مثلث متساوی الساقین  نیمساز و میانه و ارتفاع در راس بالایی بر هم منطبق هستند
۲)نیمساز خارجی راس مثلث متساوی الساقین با قاعده موازی است و برابر با زاویه‌های پای ساق ها می‌باشد.
۳)در مثلث متساوی الساقین، اندازه زاویه ی خارجی یکی از راس های آن، با مجموع دو زاویه ی غیر مجاور برابر است.

## قضایا
قضیه پل خربگیری: اگر دو ساق بایکدیگر برابر باشند، زوایای پای دو ساق با یکدیگر برابرند.
عکس قضیه: اگر زوایای پای دو ساق برابر باشد، دو ساق با یکدیگر برابرند و مثلث متساوی‌الساقین می‌شود.

## منبع
مشارکت‌کنندگان ویکی‌پدیا. «hossin ezy». در دانشنامهٔ ویکی‌پدیای انگلیسی، بازبینی‌شده در ۱۰ مارس ۲۰۲۱.